# Wolfgang de Baviera
Wolfgang de Baviera (en alemán, Wolfgang von Bayern; Lindau, 2 de julio de 1879-Múnich, 31 de enero de 1895) fue un príncipe bávaro el cual murió en su adolescencia.

## Biografía
Era el séptimo hijo, pero cuarto varón, del futuro rey Luis III de Baviera y de la archiduquesa María Teresa de Austria-Este, princesa de Módena. Sus abuelos paternos eran el príncipe regente Leopoldo de Baviera y la archiduquesa y princesa Augusta Fernanda de Austria-Toscana, y los maternos el archiduque Fernando Carlos de Austria, príncipe de Módena, la archiduquesa Isabel Francisca de Austria, lo que lo hacía sobrino de la reina María Cristina de España. Vivió su corta vida con su numerosa familia. Su hermano mayor, Ruperto, fue el último príncipe heredero de Baviera.
Wolgang murió tempranamente meses antes de cumplir 16 años debido a una inflamación renal y edema pulmonar.